# 14. Armee (Wehrmacht)
Die 14. Armee / Armeeoberkommando 14 (AOK 14) war eine Kommandobehörde des Heeres der Wehrmacht während des Zweiten Weltkrieges. Sie war Oberkommando jeweils wechselnder Armeekorps sowie zahlreicher Spezialtruppen.

## Erstaufstellung
Sie wurde am 1. August 1939 aus dem Heeresgruppenkommando 5 in Wien unter Generaloberst Wilhelm List (ab 1940 Generalfeldmarschall) aufgestellt, beim Überfall auf Polen im Bereich der Heeresgruppe Süd eingesetzt und danach am 13. Oktober 1939 nach Westen verlegt und in Armee-Oberkommando 12 umbenannt.

## Neuaufstellung
Am 18. November 1943 wurde die 14. Armee unter Generaloberst Eberhard von Mackensen neu aufgestellt und für die Verteidigung Italiens im Bereich der Heeresgruppe C eingesetzt.

## Kriegsende
Die 14. Armee wurde in den letzten Tagen des April 1945 in der Po-Ebene nahezu vollständig zerschlagen, nachdem den Alliierten im Raum Bologna der Durchbruch durch die deutsche Verteidigungslinie, die so genannte Gotenstellung (italienisch linea gotica) gelungen war. Nur Reste hatten sich unter Zurücklassung praktisch aller Fahrzeuge und allen Geräts meist schwimmend über den Po nach Norden flüchten können. Brücken gab es keine mehr, und von den zuletzt 36 Fähren über den Po waren nur noch vier betriebsfähig, aber Tag und Nacht Angriffen durch alliierte Jagdbomber ausgesetzt. Am 29. April 1945 kapitulierten die deutschen Truppen in Italien und auch die Truppen der RSI mit Wirkung zum 2. Mai 1945 14:00 Uhr (vgl. Operation Sunrise). Damit war auch das Ende der 14. Armee unter ihrem Kommandeur General der Panzertruppe Joachim Lemelsen gekommen. Ihren letzten Gefechtsstand hatte die 14. Armee in Fai della Paganella ca. 12 km nördlich Trient bzw. ca. 40 km nördlich des Gardasees.

## Oberbefehlshaber
| Name                             | Beginn der Berufung | Dienstgrad                                  |
| -------------------------------- | ------------------- | ------------------------------------------- |
| Wilhelm List                     | 1. August 1939      | Generaloberst, ab 1940 Generalfeldmarschall |
| nach Neuaufstellung:             |                     |                                             |
| Eberhard von Mackensen           | 5. November 1943    | Generaloberst                               |
| Joachim Lemelsen                 | 5. Juni 1944        | General der Panzertruppe                    |
| Fridolin von Senger und Etterlin | 5. Oktober 1944     | General der Panzertruppe                    |
| Heinz Ziegler                    | 24. Oktober 1944    | General der Artillerie                      |
| Traugott Herr                    | 22. November 1944   | General der Panzertruppe                    |
| Kurt von Tippelskirch            | 12. Dezember 1944   | General der Infanterie                      |
| Joachim Lemelsen                 | 22. Februar 1945    | General der Panzertruppe                    |